# فرودگاه بین‌المللی اندرس تاون
فرودگاه بین‌المللی اندرس تاون (به انگلیسی: Andros Town International Airport) (به زبان بومی: Fresh Creek Airport) یک فرودگاه همگانی با کد یاتا ASD است که یک باند فرود آسفالت دارد و طول باند آن ۱۲۳۷ متر است. این فرودگاه در کشور باهاما قرار دارد .